# Kapitonovka
Kapitonovka (en rus: Капитоновка) és un poble del krai de Khabàrovsk, a Rússia, que el 2018 tenia 537 habitants. Pertany al districte rural de Viàzemski.